# 박현주 (배구 선수)
박현주는 대한민국의 배구 선수이다. 2019-20 V리그 2라운드 1순위(인천 흥국생명 핑크스파이더스)로 프로에 입단하였다.